# Округ Вашингтон (Вирџинија)
Округ Вашингтон (енгл. Washington County) је округ у америчкој савезној држави Вирџинија.

## Демографија
По попису из 2010. године број становника је 54.876, што је 3.773 (7,4%) становника више него 2000. године.
| Група             | 2000.          | 2010.          |
| Белци             | 49.594 (97,0%) | 52.798 (96,2%) |
| Афроамериканци    | 676 (1,3%)     | 690 (1,3%)     |
| Азијати           | 137 (0,3%)     | 203 (0,4%)     |
| Хиспаноамериканци | 322 (0,6%)     | 724 (1,3%)     |
| Укупно            | 51.103         | 54.876         |